# Епархия Линкольна
Епархия Линкольна (лат. Dioecesis Lincolnensis) — епархия Римско-Католической церкви в городе Линкольн, штат Небраска, США. Епархия Линкольна входит в митрополию Омахи. Кафедральным собором епархии Линкольна является Собор Христа Царя.

## История
2 августа 1887 года Святой Престол учредил епархию Линкольна, выделив её из епархии Омахи.

## Ординарии епархии
- епископ Томас Бонакум[англ.] (09.08.1887 — 04.02.1911)
- епископ Джон Генри Тиен[англ.] (12.05.1911 — 21.09.1917) — назначен епископом Денвера
- епископ Чарльз Джозеф О’Райли[англ.] (20.03.1918 — 04.02.1923)
- епископ Фрэнсис Джозеф Бекман[англ.] (23.12.1923 — 17.01.1930) — назначен архиепископом Дубьюка
- епископ Луис Бенедикт Кучера[англ.] (30.06.1930 — 09.05.1957)
- епископ Джеймс Винсент Кейси[англ.] (14.06.1957 — 18.02.1967) — назначен архиепископом Денвера
- епископ Гленнон Патрик Флавин[англ.] (29.05.1967 — 24.03.1992)
- епископ Фабиан Венделин Брускевитц[англ.] (24.03.1992 — 14.09.2012)
- епископ Джеймс Дуглас Конли[англ.] (с 14.09.2012)

## Источник
- Annuario Pontificio, Libreria Editrice Vaticana, Città del Vaticano, 2003, ISBN 88-209-7422-3